# Orthocladius sordens
Orthocladius sordens är en tvåvingeart som först beskrevs av Oskar Augustus Johannsen 1905.  Orthocladius sordens ingår i släktet Orthocladius och familjen fjädermyggor.
Artens utbredningsområde är New York. Inga underarter finns listade i Catalogue of Life.